# Přehradní nádrž Guatapé
Přehradní nádrž Guatapé (někdy psáno Quatapé) je umělé jezero vytvořené přehrazením řek Rio Guatapé a Rio San Carlos v Kolumbii. Nádrž slouží jako zdroj vody pro soustavu vodních elektráren v levobřežním povodí řeky Rio Grande de la Magdaléna. Břehy jezera jsou vyhledávaným letoviskem obyvatel Medellinu i zahraničních turistů.

## Všeobecné údaje

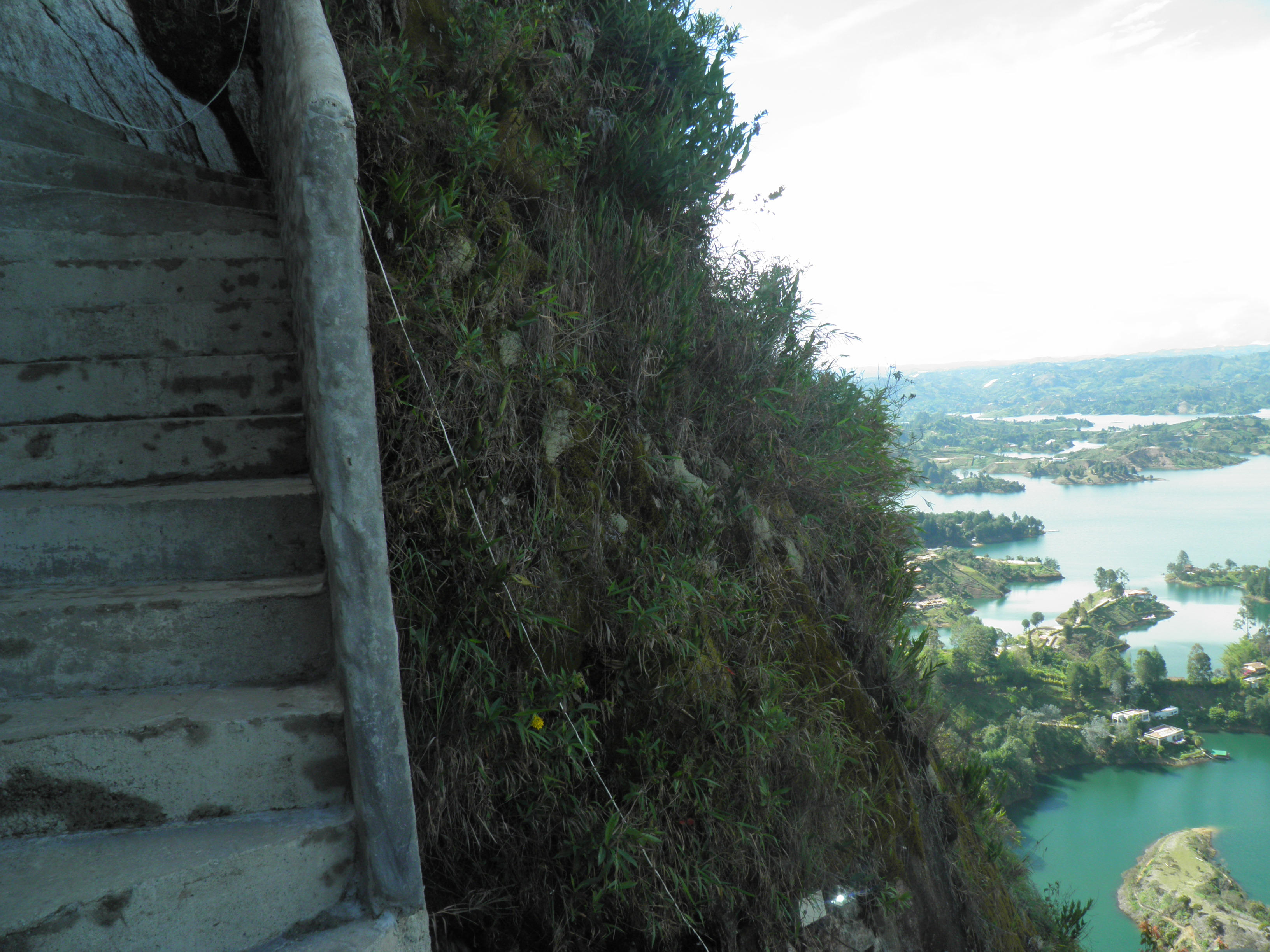
Pohled na jezero Guatapé ze stěny masivu El Peñon

Reliéf a hydrologické poměry předurčují kolumbijskou vodní energetiku k budování soustav vodních děl alpského typu. Charakteristickou vlastností takovýchto systémů je zpracování vody ve vysokých spádech v podzemních elektrárnách ve značné vzdálenosti od vodní nádrže. Při hledání vhodných míst k založení vysokotlakých podzemních celků se pozornost soustředí především na ploché oblasti ve vysokých polohách v sousedství hlubokých údolí. Plochá místa ve vysokých nadmořských výškách And byla cílem prvních španělských dobyvatelů a tak jsou velké náhorní plošiny v kolumbijských Andách obsazeny městy jako Bogotá nebo Medellin. Přesto dost vhodných míst kolumbijské Andy stále ještě poskytují i pro hydroenergetiku. Plochý terén u legendární skály El Penon de Guatapé se skutečně nachází v sousedství kaňonů dravých horských řek Guatapé, Rio San Carlos, Rio Samaná a Rio Nare.  

## Energetika
Přehrazením řeky San Carlos v délce 120 m a řeky Guatapé v délce 165 m sypanými hrázemi o maximální výšce 30 m vzniklo jezero o potřebném užitečném objemu, které umožňuje regulovat přítok do přehradních jezer Timba a Pinchiná. V jihovýchodní části v blízkosti přehrazení Rio San Carlos jsou umístěny dvě sací věže pro vstup do vysokotlakých podzemních tunelů pro dvě Peltonovy turbíny elektrárny El Penon de Quatapé Hidroléctrica, která při výkonu 640 MW podporuje soustavu vodních děl kolumbijského hydroenergetického kolosu San Carlos Hidroelectrica I, II, III, který při celkovém instalovaném výkonu 1250 MW je nejen největší elektrárnou v Kolumbii, ale patří i mezi nejvýkonnější vodní díla na světě.

## Flóra a fauna
Klima s vysokou vzdušnou vlhkostí způsobuje neobyčejnou četnost a rozmanitost epifytických druhů bromélií a orchidejí. Nejnebezpečnější zmijovití hadi rodu Crotalus, Bothrops a Lachesis se v těchto nadmořských výškách při místní koncentraci lidských obyvatel již nevyskytují. Rozvoj sportovního rybolovu podporuje úspěšné vysazování žádaných druhů, zejména z čeledi sumcovitých.

## Souhrn
Primární hydroenergetický účel přehradní nádrže je doprovázen neustále rostoucím turistickým významem nejen v oblasti, ale i v rámci celosvětové turistiky. Příznivé klima vysokohorské oblasti při malé zeměpisné šířce je kombinováno s možností vystoupat na vrchol  legendárního skalního útvaru El Penon de Guatapé a návštěvy pestrobarevného městečka Guatapé.    